# Bactrodesmium arnaudii
Bactrodesmium arnaudii är en svampart som beskrevs av S. Hughes 1958. Bactrodesmium arnaudii ingår i släktet Bactrodesmium, klassen Dothideomycetes, divisionen sporsäcksvampar och riket svampar.   Inga underarter finns listade i Catalogue of Life.